# Eugene-Laurent Verbeke

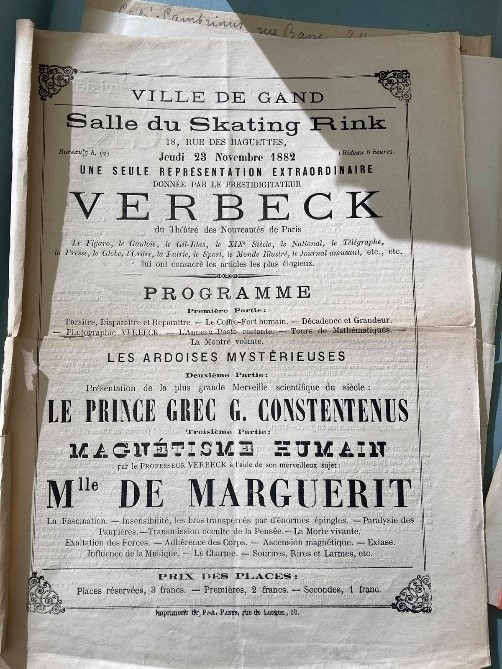
In Gent trad deze goochelaar op in 1882 in de Salle du Skating Rink. Tickets te koop voor 3, 2 of 1 frank.

Eugene-Laurent Verbeke (1844-1905), artiestennaam Eugene Verbeck, was een uit Parijs afkomstige illusionist en een magnetiseur. Hij was een bekend figuur in Parijs omdat hij verbonden was aan het Théâtre des Nouveautés de Paris. Zijn bekendheid beperkte zich niet tot de lichtstad; zijn shows waren ook te zien in Finland, Engeland en de Verenigde Staten. In Gent kon het publiek hem zien op donderdag 23 november 1882 in de Salle du Skating Rink in de Rue des Baguettes (Bagattenstraat) 18.

## Show
De Gentse show had een programma in drie delen.

### Nieuwe technologie
Het eerste deel was gericht op goocheltrucs en magie. Zo kon Verbeke een voorwerp laten verdwijnen en opnieuw laten verschijnen. Een andere goocheltruc had de naam ‘het vliegende horloge’. Er was een goocheltruc met fotografie, een relatief nieuwe technologie in België die nog in de kinderschoenen stond. Een jaar eerder, in 1881, had George Eastman de Eastman Dry Plate Company opgericht, de voorloper van Kodak. 

### Man vol tatoeages

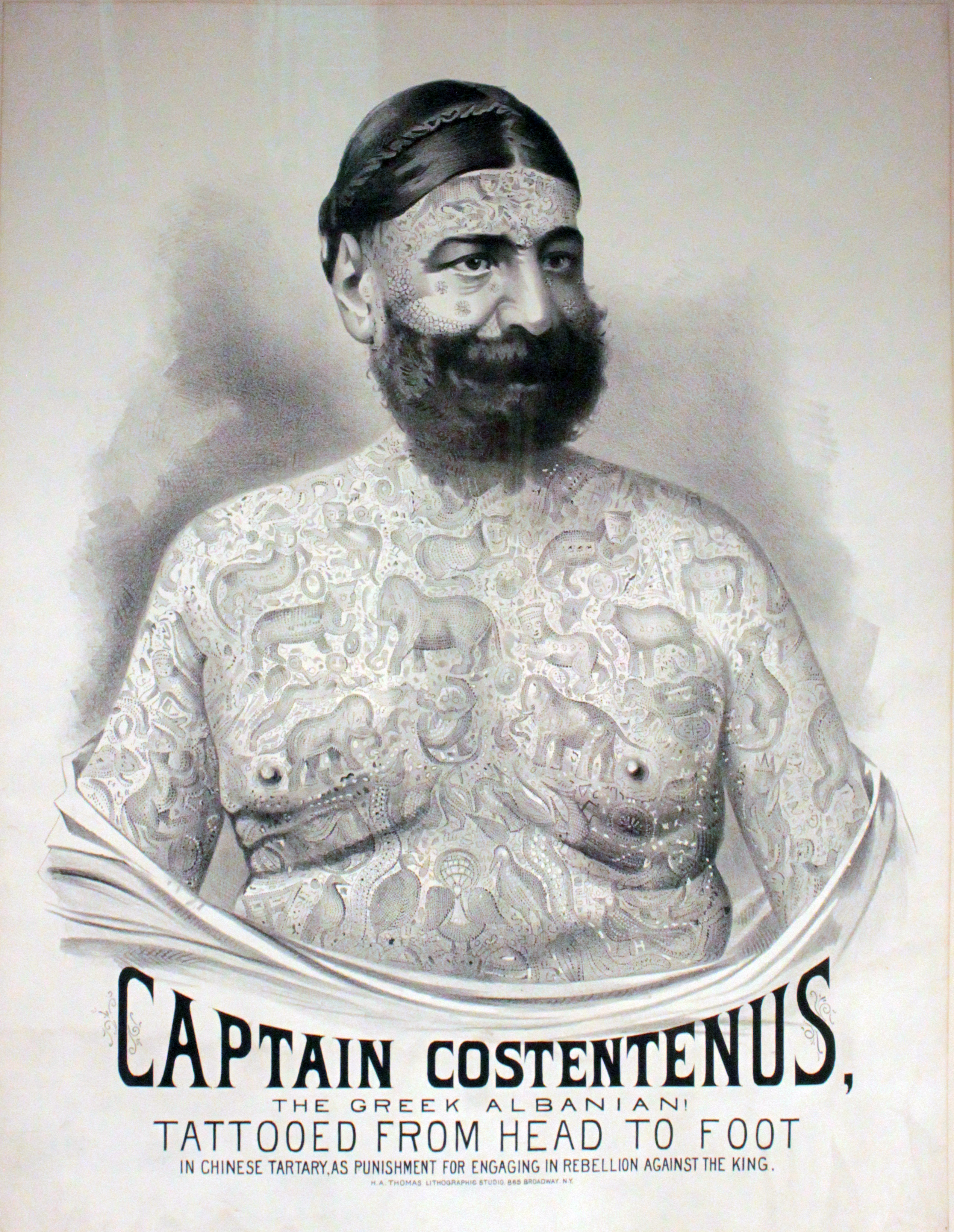
Poster met Captain Costentenus voor P. T. Barnum circus

De tweede act was in samenwerking met de Prince Grec G. Constentenus, die Verbeck "het grootste wetenschappelijke wonder van de eeuw" noemde. Constenenus was een extravagante figuur omdat hij getatoeëerd was over zijn hele lichaam. Hij had bovendien een ongelooflijk verhaal te vertellen. Hij beweerde van nobele afkomst te zijn. In 1867 ging hij naar eigen zeggen met een Amerikaan en een Spanjaard op een mijnexpeditie naar Tartary. Er ontstond een opstand tegen de koning en samen met zijn vrienden koos hij de kant van de opstandelingen. Uiteindelijk werd het trio gevangen genomen. Tijdens de drie maanden gevangenschap die volgden werd Constentenus van kop tot teen getatoeëerd. De Amerikaan stierf een paar maanden later en de Spanjaard werd blind in Manilla. Er werden 387 tatoeages van dieren, bloemen, geometrische figuren en letters op zijn lichaam geplaatst. Het verhaal dat hij aan zijn publiek vertelde is echter onwaar. Er wordt gespeculeerd dat hij in 1836 geboren is in Albanië en de kans is groot dat hij zichzelf liet tatoeëren om zich (lucratief) tentoon te stellen.

### Mademoiselle de Marguerit
Het derde deel van de Gentse show was gericht op het menselijk magnetisme en de gedachte die er vanuit gaat dat elke mens straling de wereld instuurt. Elke mens bezit 'levensenergie' die aanwezig is in het zenuwstelsel. Die straalt uit in een aura. Verbeck deed deze act samen met mademoiselle de Marguerit. De show ging van armen doorboren met enorme pinnen, verlamming van de oogleden tot het overdragen van gedachten.